# Breccie
En breccie er en bjergart, der består af knust eller forvitret klippemateriale, der senere er kittet eller cementeret sammen af et andet, finkornet materiale. Knusningen kan f.eks. være sket ved vulkanudbrud, meteoritnedslag eller bjergfoldning. Materialet kan også være samlet ved foden af et bjerg eller samlet i en forkastningszone.
| Geologi | Spire Denne artikel om geologi er en spire som bør udbygges. Du er velkommen til at hjælpe Wikipedia ved at udvide den. |